# Enhanced Definition Television
Mit dem Begriff Enhanced Definition Television oder kurz EDTV werden besonders in den USA Geräte beworben, die SDTV-Signale digital aufbereiten und/oder HDTV-Signale verarbeiten und in ihrer geringeren Auflösung anzeigen können.
Zur ersten Kategorie zählen unter anderem PAL/SECAM-Fernseher mit 100-Hz-Technik, die das Zeilenflimmern durch digitale Filter zu beheben versuchen. Auch PALplus-Geräte gehören dazu.
In der zweiten Kategorie finden sich z. B. (W)VGA- und (seltener) (W)SVGA-Plasma- oder Flüssigkristallbildschirme mit 480 (wie NTSC) bzw. 600 Zeilen.